# Стадион Партизана
Стадион Партизана, колоквијално називан по старом имену ЈНА, јесте фудбалски и атлетски стадион у Београду на којем игра ФК Партизан. На њему званичне утакмице игра и фудбалска репрезентација Србије. Стадион се налази у насељу Аутокоманда у општини Савски венац.

## Историја
Изградња стадиона је започета после Другог светског рата, на месту стадиона БСК, који је имао 25.000 места и на коме је играла фудбалска репрезентација Југославије као и БСК Београд. Стадион је изграђен уз помоћ Југословенске народне армије, у периоду од 1948. до 1951. године. Иако стадион није у потпуности завршен, прва утакмица је одиграна 9. октобра 1949. године између Југославије и Француске, завршена је резултатом 1–1. Терен је свечано отворен на Дан Југословенске народне армије, 22. децембра 1951. године .
Од половине педесетих година 20. века, па до 1987. на стадиону су се сваког 25. маја одржавале параде за Дан младости.
Стадион Партизана је имао капацитет од 55.000 гледалаца пре него што је УЕФА усвојила нова правила о безбедности. Реновиран је током 1998. и сада има 32.710 места. Игралиште има димензије 105 x 70 м, трибине имају 30 редова седишта и постоји 30 улаза за гледаоце. Највиша тачка стадиона је на висини од 21 м, а најудаљенија места гледалишта су на растојању од 236 м по дужини (север—југ) и 150 м по ширини (исток—запад). Навијачи Партизана свој стадион називају Фудбалски храм.
У децембру 2011. семафор лампаш је замењен новим, модерним семафором са ЛЕД екраном. После 54 године, лампаш је отишао у пензију. Прва утакмица која је одиграна са тим семафором, била је против Вардара 1957. године, а последња против крагујевачког Радничког 2011. године. Пре почетка утакмице на семафору је писало: „Ја сад одох у пензију, а ви остајте уз Партизан. Ваш Лампаш.
У јануару 2014. коначно су постављене црно-беле столице на стадион Партизана. Дуж целе источне трибине је исписано име клуба — Партизан.

### Спор око власништва
Стадион је у периоду од 1951. до 28. марта 1990. године био у власништву Југословенске народне армије. Стадион је пребачен у власништво ЈСД Партизан након спорног уговора између ССНО и ЈСД Партизан, где је пренето право коришћења, управљања и располагања на непокретностима без накнаде. Судски спор око власништва је започет 1997. године, а поново 2007. године.
Крајем јануара 2019 године се објавила вест да је суд пресудио у корист ЈСД Партизана, па су тако окончани судски спорови дуг преко 20 година.

## Галерија
- Поглед на јужну трибину
- Улаз у ВИП ложу
- Западна и северна трибина
- Храм Светог Саве и стадион Партизана